# Mercedes-Benz O 307
Der Mercedes-Benz O 307 war ein von Daimler-Benz gebauter Standard-Überlandbus mit Dieselmotor unterflur längs im Heck nach einem Lastenheft für den Regionalbusverkehr.
Mit Vorstellung des Standard-Linienbusses Ende der 1960er Jahre wurde der Mercedes-Benz O  305 zunächst in zwei Karosserielängen und Bestuhlungsvarianten für den Stadt- und Überlandverkehr angeboten, wobei die Überlandvariante gegenüber der Stadtversion um 30 Zentimeter länger war (11,3 Meter) und ausschließlich Sitzbänke in Fahrtrichtung aufwies. Diese Modellvariante gab man jedoch 1972 zugunsten des O  307 mit etwas höherem Fußboden auf.
1973 präsentierte Mercedes-Benz diesen ersten Überlandbus als eigenständige Baureihe in Anlehnung an den VÖV-I Stadtlinienbus, der sich optisch durch die größeren, seitlich herumgezogenen Frontscheiben, die sogenannte „StÜLB-Front“ sowie die im Überlandverkehr üblichen Außenschwenktüren unterschied. Konstruktives Unterscheidungsmerkmal zum Stadtbus O  305 war die größere Fahrzeuglänge und der erhöhte Wagenboden, um einen Unterflurkofferraum zu ermöglichen (Bestellungen ohne Kofferraum waren auch möglich). Das Fahrzeug erhielt im Gegensatz zum O  305 Außenschwenktüren (Einstieg vorn nur einspurig) und einen 154 kW (210 PS) leistenden Dieselmotor. Ab 1977 wurde die Motorleistung auf 177 kW (240 PS) erhöht. Den O  307 gab es serienmäßig mit einem 5-Gang-Schaltgetriebe, gegen Aufpreis war ein 6-Gang-Getriebe oder ein 3-Gang-Automatikgetriebe erhältlich.
Die StÜLB-Front des O  307 war auf Kundenwunsch auch für den Stadtbus O  305 erhältlich (dieser wurde dann um 15 Zentimeter länger), wobei die übrige Karosserie in ihren Abmessungen und den Ausstattungsmerkmalen wie den üblichen Stadtbus-Innenschwenktüren oder Fahrgastsitzbänken weiter dem O  305 entsprachen. Umgekehrt war der O  307 auch mit den Stadtbus-Innenschwenktüren bestellbar.
Zu Beginn der 1980er Jahre unternahmen die Hersteller von Standardlinienbussen für den Stadt- und Überlandverkehr kleinere Modernisierungen an ihren Fahrzeugtypen. Auffälligste Änderung dabei war die Verwendung von rechteckigen Mehrkammer-Schlussleuchten anstelle der bisher verwendeten runden Einzelleuchten am Heck. Das standardisierte VÖV-Armaturenbrett wurde überarbeitet, das Handbremsventil wurde vom Pult nach links an die Seite verlegt. Die modernisierten, nunmehr rechteckigen Kontrollleuchten wurden über dem Tachographen gruppiert und anstelle der Textbeschriftung in ihrer Bedeutung piktografisch und durchleuchtend dargestellt. Später wurde dies auch für die Bedienschalter übernommen.
Die ab 1981 eingeführte Ausflugsversion mit Reisebestuhlung und schmaler Mittelaußenschwingtür bekam die Bezeichnung O  307  A, wobei die Linienversion mit breiter Mitteltür zuvor auch schon mit Ausflugsbestuhlung angeboten wurde. Für den Gelegenheitsverkehr konnte der Kinderwagenstellplatz gegenüber der Mitteltür um zwei Sitzbänke (4 Fahrgastplätze) erweitert werden, womit sich eine maximale Anzahl von 53 Sitzplätzen ergab.
Technisch und optisch ähnliche Standard-Überlandbusse (StÜLB) wurden damals auch von den Konkurrenten Magirus-Deutz und MAN gebaut. Die größten Abnehmer waren die Deutsche Bundesbahn sowie die Deutsche Bundespost. Die Busse der Post wurden nach der Einstellung ihres Busbetriebes 1983 von der Bundesbahn bzw. den daraus entstandenen Regionalbusbetrieben übernommen.
Der O  307 wurde 1987 vom Nachfolger Mercedes-Benz O 407 abgelöst, der ebenfalls als eigenständige Überlandversion mit höherem Fußboden und größerer Länge im Vergleich zum Stadtbus O  405 angeboten wurde. Erst mit der Einführung des Mercedes-Benz Citaro wurde wieder eine gemeinsame Fahrzeugbasis für den Stadt- und Regionalverkehr angeboten, bei der unterschiedliche und miteinander kombinierbare Tür-, Linienanzeigen- und Bestuhlungsvarianten zur Verfügung stehen.
Heute sind Exemplare des O  307 nahezu komplett aus dem Straßenbild Deutschlands verschwunden, nur vereinzelt sind noch Traditionsexemplare anzutreffen. 